# Mesochorus orestes
Mesochorus orestes är en stekelart som beskrevs av Dasch 1974. Mesochorus orestes ingår i släktet Mesochorus och familjen brokparasitsteklar. Inga underarter finns listade i Catalogue of Life.